# Hermanas de la Providencia de Saint Mary-of-the-Woods
Las Hermanas de la Providencia es una Congregación religiosa católica que fue fundada en Saint Mary-of-the-Woods, Indiana, Estados Unidos en octubre de 1840 por sor Teodora Guérin (conocida por la congregación como Santa Madre Teodora). Guérin y sus compañeras salieron de las Hermanas de la Providence de Ruillé-sur-Loir, Francia, por invitación del obispo de Vincennes, Indiana, para fundar las Hermanas de la Providencia en los Estados Unidos. En 1843, la congregación de Indiana llegó a ser independiente de la orden en Ruillé, y las Reglas de la Congregación fueron aprobadas por la Santa Sede en 1887.
Desde 1840, más de 5.200 mujeres han entrado las Hermanas de la Providencia. Al 2010, hay casi 400 hermanas en la orden, aproximadamente 300 de quien viven y trabajan de Saint Mary-of-the-Woods, Indiana. Las otras trabajan en 19 estados y Asia.